# Cărbunari (gmina)
Gmina Cărbunari – gmina w okręgu Caraș-Severin w zachodniej Rumunii. Zamieszkuje ją 1008 osób. W skład gminy wchodzą miejscowości Cărbunari i Știnăpari. 